# Kleinbach (Isel)
Der Kleinbach ist ein Bach in der Gemeinde Prägraten am Großvenediger (Bezirk Lienz). Er entspringt an der Nordostseite der Lasörlinggruppe und mündet im Bereich von Pebel- und Islitzalm unterhalb der Umbalfälle von rechts in die Isel.

## Verlauf
Der Kleinbach entspringt im sogenannten Kleinbachboden, der den Talschluss des Kleinbachtals markiert. Das Quellgebiet des Kleinbachs wird dabei von Kleinbachkopf und Gösleswand im Westen, der Finsterkarspitze  im Süden, dem Stampfleskopf im Südosten und der Kriselachspitze im Nordosten umrahmt. Der Kleinbach durchfließt das Kleinbachtal in nordnordwestlicher Richtung durch alpines Gelände zunächst bis zur Stürmitzalm. Unterhalb der Stürmitzalm verläuft der Kleinbach kurzfristig nach Osten, um danach bewaldetes Gebiet in nordöstlicher Richtung zu durchqueren. Hier tritt der Kleinbach in der Folge ins Virgental ein, wobei er im Almbereich unterhalb der Umbalfälle in die Isel mündet.
Das Einzugsgebiet des Kleinbachs umfasst im Wesentlichen das Kleinbachtal sowie die angrenzenden Waldflächen im Unterlauf. Im Westen befindet sich das Einzugsgebiet des Großbach, westlich befindet sich der Melbagraben.
Der Kleinbach wird kurz vor der Mündung energiewirtschaftlich genutzt. Hierzu wird im Bereich der Pebelalm mittels Tiroler Wehr Wasser ausgeleitet, mit dem eine Pelton-Turbine für die Stromerzeugung der benachbarten Almen angetrieben wird. Die Wasserentnahme ist dabei auf die Monate Mai bis Oktober bzw. 100 Liter/Sekunde beschränkt.